# Alfta distrikt
Alfta distrikt är ett distrikt i Ovanåkers kommun och Gävleborgs län. Distriktet ligger omkring Alfta i sydvästra Hälsingland. 

## Tidigare administrativ tillhörighet
Distriktet inrättades 2016 och utgörs av Alfta socken i Ovanåkers kommun.
Området motsvarar den omfattning Alfta församling hade 1999/2000.

## Tätorter och småorter
I Alfta distrikt finns tre tätorter men inga småorter.

### Tätorter
- Alfta
- Runemo
- Viksjöfors (del av)